# SN 2004hn
SN 2004hn – supernowa typu Ia odkryta 9 grudnia 2004 roku w galaktyce A011332+0037. W momencie odkrycia miała maksymalną jasność 23,50m.